# (9673) Kunishimakoto
(9673) Kunishimakoto (1997 UC25) – planetoida z pasa głównego asteroid okrążająca Słońce w ciągu 3,31 lat w średniej odległości 2,22 j.a. Odkryta 25 października 1997 roku.